# نيل أرمور
نيل أرمور (بالإنجليزية: Neil Armour)‏ هو لاعب كرة قدم بريطاني، ولد في 14 يناير 1967 في Irvine, North Ayrshire ‏ في المملكة المتحدة. لعب مع غوانغجو إفرغراند تاوباو ونادي ألبيون روفرز ونادي غرينوك مورتون.